# Athletissima 2010
Athletissima 2010 byl lehkoatletický mítink, který se konal 8. července 2010 ve švýcarském městě Lausanne. Byl součástí série mítinků Diamantová liga.

## Výsledky
- Archiv výsledků zde [1]

### Muži
| Disciplína      | 1. místo                     | 2. místo                  | 3. místo                    |
| 200 m           | Walter Dix 19,86             | Churandy Martina 20,08    | Xavier Carter 20,15         |
| 400 m           | Jeremy Wariner 44,57         | LaJerald Betters 44,70    | Jermaine Gonzales 44,72     |
| 800 m           | David Lekuta Rudisha 1:43,25 | Mbulaeni Mulaudzi 1:43,58 | Alfred Kirwa Yego 1:43,97   |
| 400 m překážek  | Bershawn Jackson 47,62       | Angelo Taylor 47,96       | Félix Sánchez 48,17         |
| 3000 m překážek | Brimin Kipruto 8:01,62       | Benjamin Kiplagat 8:03,81 | Paul Kipsiele Koech 8:11,65 |
| Skok do výšky   | Ivan Uchov 233 cm            | Jaroslav Rybakov 233 cm   | Kyriakos Ioannou 230 cm     |
| Skok o tyči     | Renaud Lavillenie 585 cm     | Steven Hooker 580 cm      | Malte Mohr 580 cm           |
| Hod oštěpem     | Andreas Thorkildsen 87,03 m  | Tero Pitkämäki 84,71 m    | Guillermo Martínez 82,40 m  |

### Ženy
| Disciplína     | 1. místo                            | 2. místo                  | 3. místo                     |
| 100 m          | Carmelita Jeterová 10,99            | Sherone Simpsonová 11,15  | Chandra Sturrupová 11,18     |
| 1500 m         | Gelete Burkaová 3:59,28             | Btissam Lakhoud 3:59,35   | Nancy Langat 4:00,13         |
| 3000 m         | Vivian Cheruiyotová 8:34,58         | Alemitu Bekeleová 8:35,19 | Meseret Defarová 8:36,09     |
| 100 m překážek | Priscilla Lopesová-Schliepová 12,56 | Carolin Nytraová 12,57    | Delloreen Ennis 12,73        |
| Skok daleký    | Brittney Reeseová 694 cm            | Naide Gomesová 680 cm     | Taťjana Kotovová 670 cm      |
| Trojskok       | Yargelis Savigneová 14,99 m         | Olga Rypakovová 14,60 m   | Světlana Bolšakovová 14,43 m |
| Hod diskem     | Yarelis Barriosová 65,92 m          | Becky Breisch 64,53 m     | Dani Samuelsová 62,05 m      |